# Projetos de infraestrutura da cidade do Rio de Janeiro
Em 2008 foram iniciadas as obras de urbanização de favelas e saneamento na Região Metropolitana do Rio de Janeiro e em três municípios do interior do estado, com recursos do Programa de Aceleração do Crescimento (PAC). A intervenção urbanística perpetrada pelos governos conta com orçamento geral de R$ 3,8 bilhões (R$ 3,23 bilhões do Governo Federal, sendo R$ 2,15 bilhões do Orçamento Geral da União e R$ 1,08 bilhão de financiamentos, contrapartida de R$ 404,9 milhões do Governo Estadual e R$ 238,3 milhões provenientes dos 15 municípios contemplados), e visa mitigar os problemas de ordem social e econômica que afligem as regiões mais pobres há décadas, integrando-as ao tecido urbano da metrópole, com a implantação de redes de esgotamento sanitário, creches, centros comunitários, equipamentos urbanos, melhorias nas habitações e no sistema viário de acesso às favelas.
Em saneamento, entre as ações previstas estão as obras de despoluição das baías de Guanabara e Sepetiba, a revitalização do rio Paraíba do Sul, o sistema de abastecimento na Baixada Fluminense e região Leste e a melhoria na drenagem dos rios Sarapuí e Iguaçu.

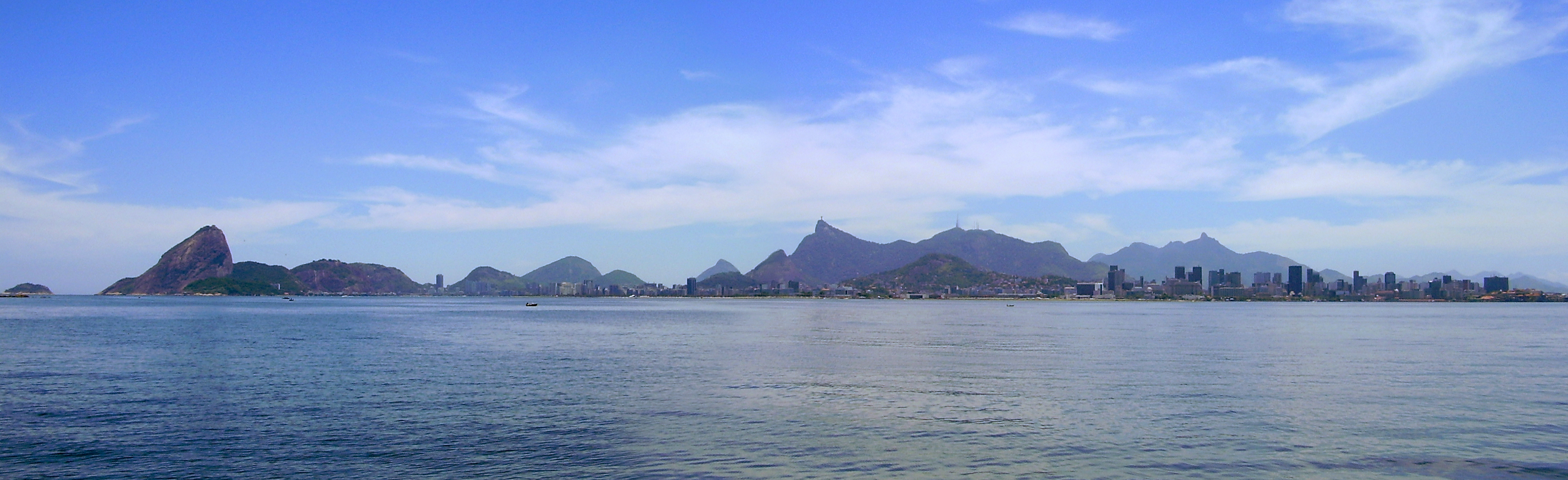
A redução da poluição na baía de Guanabara também está na lista de prioridades do PAC. Na foto, a cidade vista a partir da baía.

Para o Rio de Janeiro estão no cronograma obras de urbanização nos complexos do Alemão e de Manguinhos, Rocinha, Cantagalo, Pavão e Pavãozinho - localidades que mais carecem de infraestrutura, e são frequentemente palco de confrontos armados entre policiais e traficantes. No Conjunto do Alemão será erguido um grande teleférico, espelhado na experiência colombiana de Medellín. O engenho conectará a região à estação ferroviária de Bonsucesso. Novas ruas e unidades habitacionais e um parque de 300 hectares terão a primazia no local. No caso de Manguinhos, está prevista a criação do "Parque Metropolitano", com a elevação da linha férrea. A linha, que atua como fator limitante à comunidade, passará por um processo de modernização, com a construção de um terminal intermodal e a instalação de vários quiosques de serviços públicos, a construção de uma escola de ensino médio e uma área esportiva com três quadras e três campos de futebol. O projeto da Rocinha, escolhido em concurso nacional, trará a inclusão de uma passarela projetada pelo arquiteto Oscar Niemeyer sobre a Autoestrada Lagoa-Barra. A estrutura assemelha-se ao arco da Praça da Apoteose, no Sambódromo da Marquês de Sapucaí, e unir-se-á a um centro esportivo e aos novos conjuntos habitacionais que serão construídos na parte baixa da favela.
Até janeiro de 2009, apenas 30% das obras com término previsto para março nas comunidades de Manguinhos e no conjunto de favelas do Alemão - que incluíam a entrega de unidades habitacionais, centros esportivos, equipamentos urbanos e pavimentação -, haviam sido concluídas. Após paralisações, atrasos decorrentes da guerra do tráfico e contratempos ocasionados pela falta de qualificação profissional de uma parcela dos contratados, foram inauguradas diversas obras nas respectivas comunidades em maio de 2009.
No passado, a cidade já foi alvo de propostas de intervenção pouco exitosas, como o "Favela-Bairro", que, apesar da dotação orçamentária mais restrita, não alcançou parte de suas metas - embora haja controvérsias acerca da efetividade e dos resultados obtidos com o programa, o primeiro de urbanização em grande escala já implantado.
Também estão sendo beneficiados pelo PAC os municípios de Belford Roxo, Duque de Caxias, Itaboraí, Magé, Mesquita, Nilópolis, Niterói, Nova Iguaçu, Queimados, São Gonçalo, São João de Meriti, Nova Friburgo, Barra Mansa e Volta Redonda.